# Sierra Cristal
La Sierra Cristal es una cadena montañosa ubicada en la región suroriental de Cuba, específicamente en la provincia de Holguín. Constituye el segundo cordón montañoso más importante del país, solo superado por la Sierra Maestra. Su punto más elevado es el Pico Cristal, que alcanza una altitud de 1.231 metros sobre el nivel del mar, aunque algunas fuentes lo sitúan en 1.300 m s. n. m.

## Ubicación geográfica
La Sierra Cristal se extiende al noreste de la provincia de Holguín, ocupando parte de los municipios de Mayarí, Frank País y Sagua de Tánamo, e incluso se proyecta parcialmente hacia la provincia de Santiago de Cuba, en el municipio Segundo Frente. Forma parte del Grupo orográfico Sagua-Baracoa, y está enclavada entre la Sierra de Nipe y las Cuchillas de Moa. Su extensión territorial abarca aproximadamente 2.000 km².

## Geología y origen
La sierra debe su nombre a la abundante presencia de cuarzo cristalino visible en sus abruptas laderas. Su formación es producto de los movimientos tectónicos ocurridos en la era terciaria, que dieron origen a la mayoría de las montañas cubanas. Es una región de relieve accidentado, compuesta por rocas ígneas y metamórficas, donde predominan suelos fértiles aunque poco profundos.

## Clima
El clima en la Sierra Cristal es tropical húmedo de montaña, con temperaturas más frescas que en las llanuras circundantes y altos índices de precipitación, especialmente en los meses lluviosos. Estas condiciones favorecen una rica biodiversidad.

## Parque Nacional
El Parque Nacional Pico Cristal, también conocido como Parque Nacional Sierra Cristal, ostenta el honor de haber sido el primer territorio cubano declarado oficialmente como área protegida, en el año 1930. Esta distinción se otorgó como reconocimiento a su extraordinaria riqueza natural, tanto por la variedad de sus ecosistemas como por la alta concentración de especies endémicas que alberga. Su punto culminante es el Pico Cristal, con una altitud de 1.231 metros sobre el nivel del mar, considerado uno de los más altos del país. El parque posee una notable biodiversidad, que lo convierte en un refugio valioso para la fauna y flora autóctonas, y en un laboratorio natural para la investigación científica. Gracias a su importancia ecológica, ha sido también declarado Monumento Nacional, lo que refuerza su protección legal y lo reconoce como patrimonio natural de la nación cubana. Además, es un espacio clave en los esfuerzos de conservación ambiental, educación ecológica y turismo sostenible.

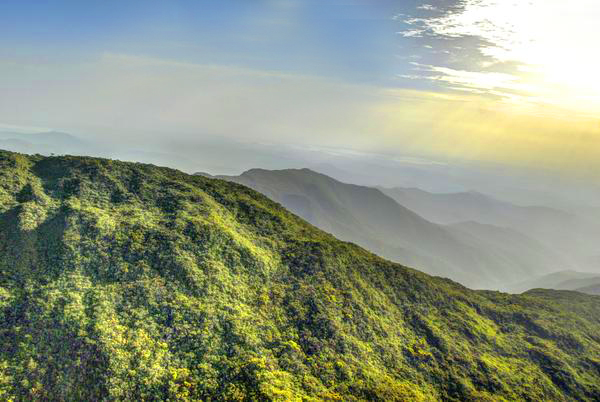

## Conservación
El parque fue creado para proteger sus bosques de maderas preciosas, su riqueza hídrica y la biodiversidad endémica de la zona. Hoy forma parte del Sistema Nacional de Áreas Protegidas de Cuba. Los ecosistemas de la Sierra Cristal ayudan a regular el clima, proteger cuencas hidrográficas y sirven como refugio de especies amenazadas.
Los bosques montanos están dominados por el Pino Caribe (Pinus caribaea), una especie nativa que puede alcanzar hasta 30 metros de altura. El parque alberga también especies raras y en peligro de extinción, como el almiquí (Solenodon cubanus).
En 1988 se creó un centro de investigación en Pinares de Mayarí, dedicado al monitoreo ecológico de la región y al estudio de sus especies endémicas.

## Biodiversidad
En 1998 se realizó la primera gran encuesta de biodiversidad del Parque Nacional Pico Cristal, con el objetivo de generar datos de referencia sobre la fauna de sus hábitats forestales. Este estudio fue liderado por dos instituciones cubanas centradas en la conservación de la naturaleza.
El estudio se enfocó en grupos taxonómicos indicadores y reveló un total de:
- 220 especies de plantas
- 53 especies de arañas
- 28 especies de moluscos
- 10 especies de anfibios
- 19 especies de reptiles
- 51 especies de aves
- 3 especies de mamíferos

Un 35 % de las especies registradas resultaron ser endémicas de Cuba o exclusivamente de esta zona. Uno de los descubrimientos más destacados fue el del insecto Anoplischius dimidiatus, un ejemplo de la riqueza entomológica de la región.

## Descubrimientos relevantes
Uno de los hallazgos más significativos en la Sierra Cristal fue el de un ejemplar vivo del almiquí (Solenodon cubanus), un mamífero insectívoro endémico de Cuba que se creía extinto. El almiquí, que puede alcanzar hasta 50 cm de largo, posee un cuerpo regordete, pelaje oscuro y hocico rosado alargado.
Los últimos registros confirmados de esta especie antes del descubrimiento en la Sierra Cristal databan de 1974 en Baracoa, Guantánamo, y de 1999, cuando se atrapó una hembra en esta misma sierra. Este redescubrimiento ha reforzado los esfuerzos para su conservación, al demostrar que la especie aún sobrevive en regiones montañosas remotas del oriente cubano.

## Importancia ecológica
La Sierra Cristal representa un bastión ecológico crucial para la conservación de especies endémicas y ecosistemas montanos en Cuba. Su valor radica no solo en su biodiversidad, sino también en su función como regulador ambiental y reserva de recursos naturales como el agua y la madera. Además, ofrece potencial para el ecoturismo sostenible, la educación ambiental y la investigación científica.

## Galería de imágenes

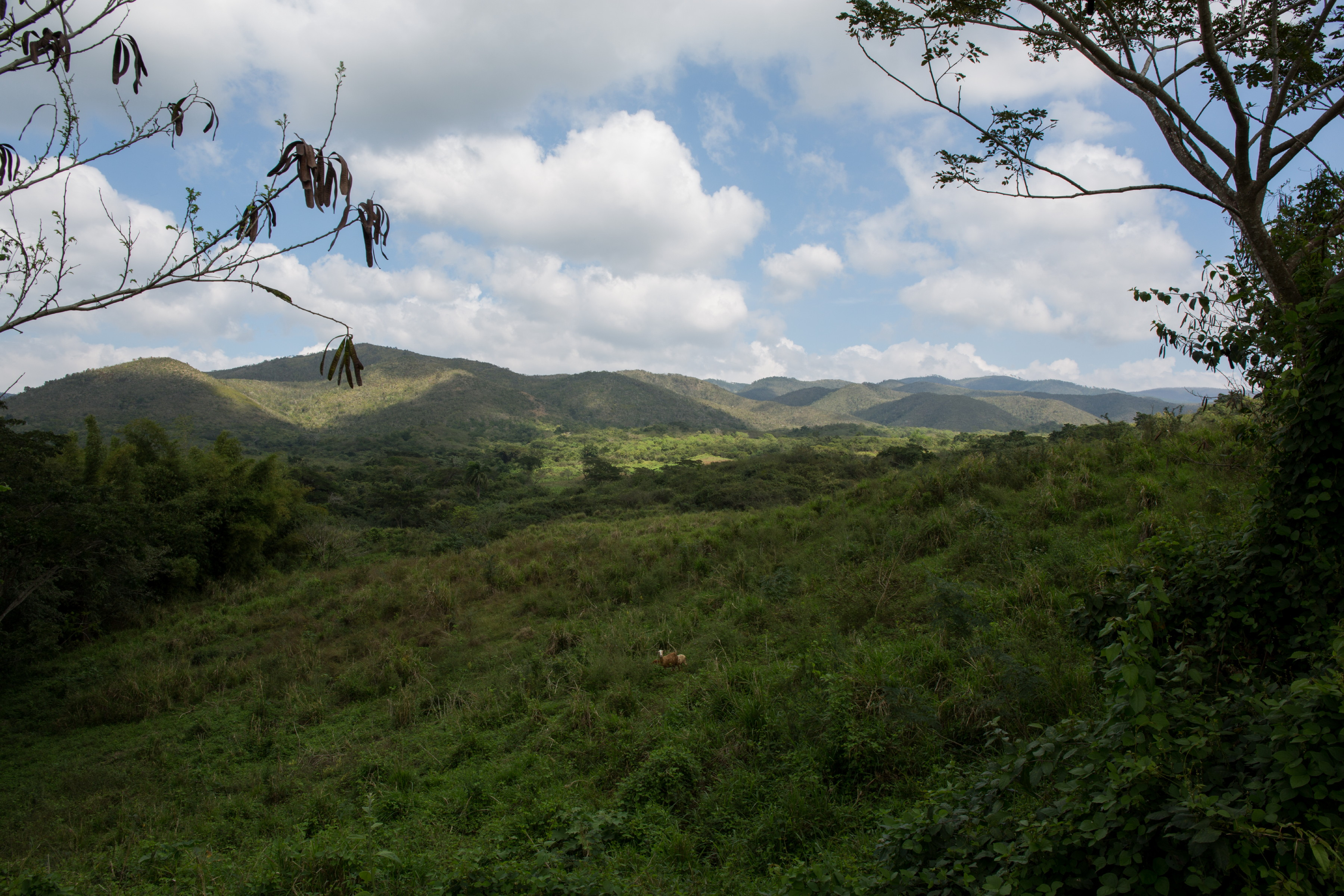
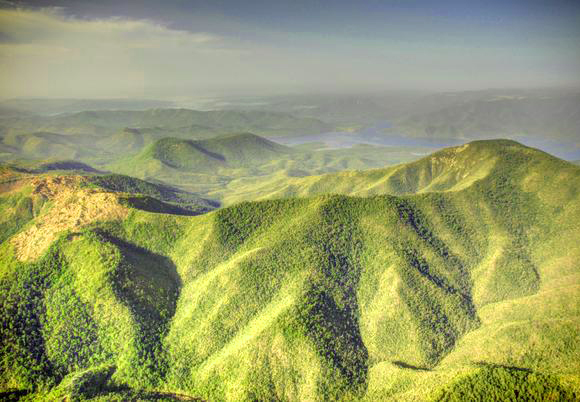
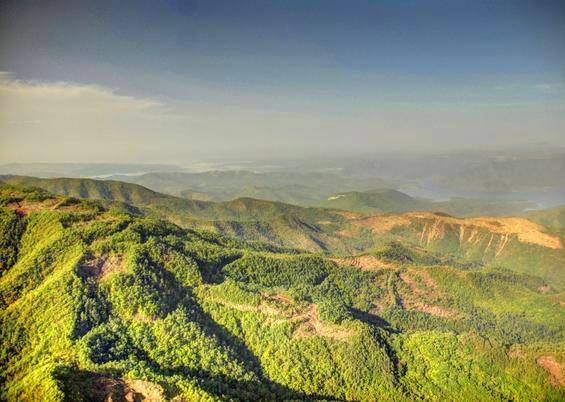